# Thông vỏ trắng Bắc Mỹ
Thông vỏ trắng Bắc Mỹ (danh pháp hai phần: Pinus albicaulis) là một loài thực vật trong họ Pinaceae, sinh sống trong khu vực miền núi ở miền tây Hoa Kỳ và Canada, đặc biệt là khu vực cận kề núi cao ở Sierra Nevada, dãy núi Cascade, dãy núi Duyên hải Thái Bình Dương, miền bắc dãy núi Rocky (bao gồm cả Hệ sinh thái Đại Yellowstone). Thông vỏ trắng thông thường là loài thông của các cao độ cao nhất trong các dãy núi này, tạo ra đường giới hạn cây thân gỗ. Vì thế, chúng thường được tìm thấy như là cây rừng thấp, các cây bị lùn đi và mọc gần sát với mặt đất. Trong các điều kiện thích hợp hơn, cây có thể cao tới 20 m, mặc dù một số cây có thể cao tới 27 m.
Thông vỏ trắng là thành viên của nhóm thông trắng, chi Pinus phân chi Strobus, nhánh Strobus và tương tự như các thành viên của nhóm này, các lá kim của nó mọc thành chùm 5 lá, với bao vỏ sớm rụng. Đây là đặc trưng phân biệt thông vỏ trắng với các họ hàng từ loài thông Lodgepole, với 2 lá kim mỗi bó và thông Ponderosa hay thông Jeffrey với 3 lá kim mỗi bó cũng như cả ba loài này đều có vỏ bao tồn tại lâu tại cuống mỗi bó.
Phân biệt thông vỏ trắng với thông Limber, cũng là thông trắng, thì khó hơn nhiều và cần xem xét hạt hay các nón phấn. Ở thông vỏ trắng thì các nón dài 4–7 cm, màu tía sẫm khi còn non và không mở ra khi khô đi, nhưng các vảy dễ dàng vỡ khi chúng bị chim bổ hạt di chuyển đi để lấy hạt. Thông Limber có các nón dài 6–12 cm, màu xanh lục khi non và mở ra để giải phóng hạt; các vảy không dễ vỡ. Thông vỏ trắng gần như hiếm khi có các nón già còn nguyên vẹn trong khi thông Limber lại thường có. Các nón phấn của thông vỏ trắng có màu đỏ tươi còn ở thông Limber là màu vàng.

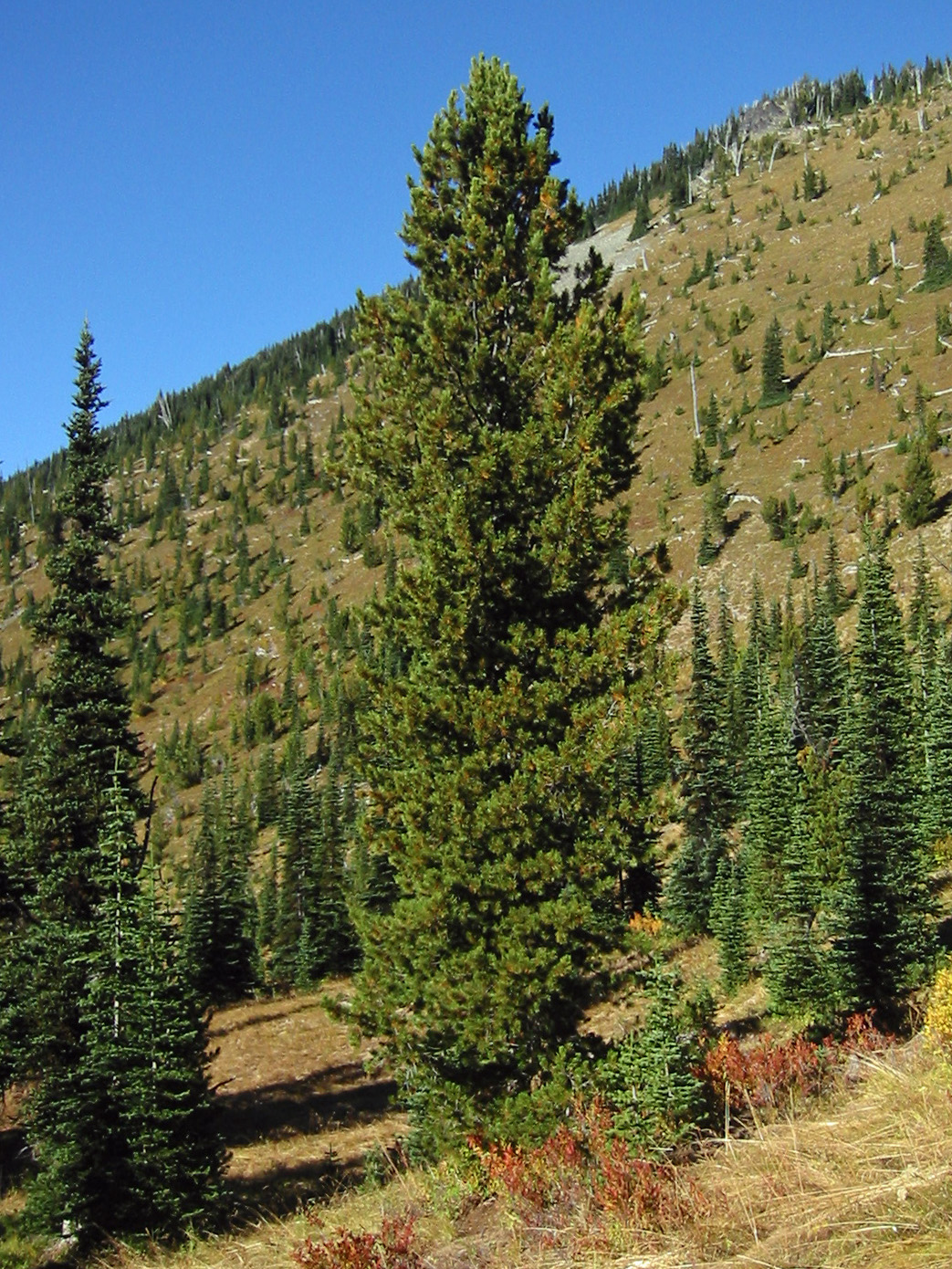
Thông vỏ trắng tại Vườn quốc gia núi Rainier.

Thông vỏ trắng cũng rất khó phân biệt với thông trắng miền tây khi không có nón. Tuy nhiên, các lá kim của thông vỏ trắng là liền khối (cảm giác trơn nhẵn khi chà xát nhẹ nhàng theo một trong hai hướng), trong khi các lá kim của thông trắng miền tây có khía răng cưa mịn (cảm giác hơi ráp khi chà xát nhẹ từ đỉnh xuống đáy). Các lá kim của thông vỏ trắng thường cũng ngắn hơnr, chỉ dài 4–7 cm so với 5–10 cm ở thông trắng miền tây.
Thông vỏ trắng là nguồn quan trọng cung cấp thức ăn cho nhiều loài chim ăn hạt cà các loài thú nhỏ, như chim bổ hạt Clark, loài chim phát tán hạt chủ lực cho các loài thông. Mỗi con chim bổ hạt Clark tích trữ khoảng 30.000 tới 100.000 hạt mỗi năm trong các nơi cất giấu nhỏ, phân tán, thường nằm sâu 2 – 3 cm dưới đất hay cát sỏi. Chúng sẽ dùng các kho hạt này trong thời kỳ khan hiếm thức ăn cũng như để nuôi chim non. Các nơi cất giấu này của chim bổ hạt thường là thích hợp cho sự nảy mầm của hạt cũng như sự sống sót của cây non. Các kho cất giấu này thường không thể tìm lại được vào thời gian tuyết tan, điều này góp phần vào việc tái sinh rừng. Kết quả là thông vỏ trắng thường mọc thành cụm gồm vài cây, bắt nguồn từ một kho với 2-15 hạt hoặc hơn thế. Các loài sóc thông cắn hạ và cất giấu các nón thông vỏ trắng trong các đống phân của chúng. Gấu nâu và gấu đen Bắc Mỹ thường sục sạo trong các đống phân sóc để tìm kiếm hạt thông vỏ trắng, một nguồn thức ăn quan trọng trước khi đi ngủ đông. Sóc, gõ kiến phương bắc (Colaptes auratus) và chim xanh miền núi thường làm tổ trên thông vỏ trắng, còn nai anxet và gà gô xanh dùng các cây thông vỏ trắng làm nơi sinh sống trong mùa hè.

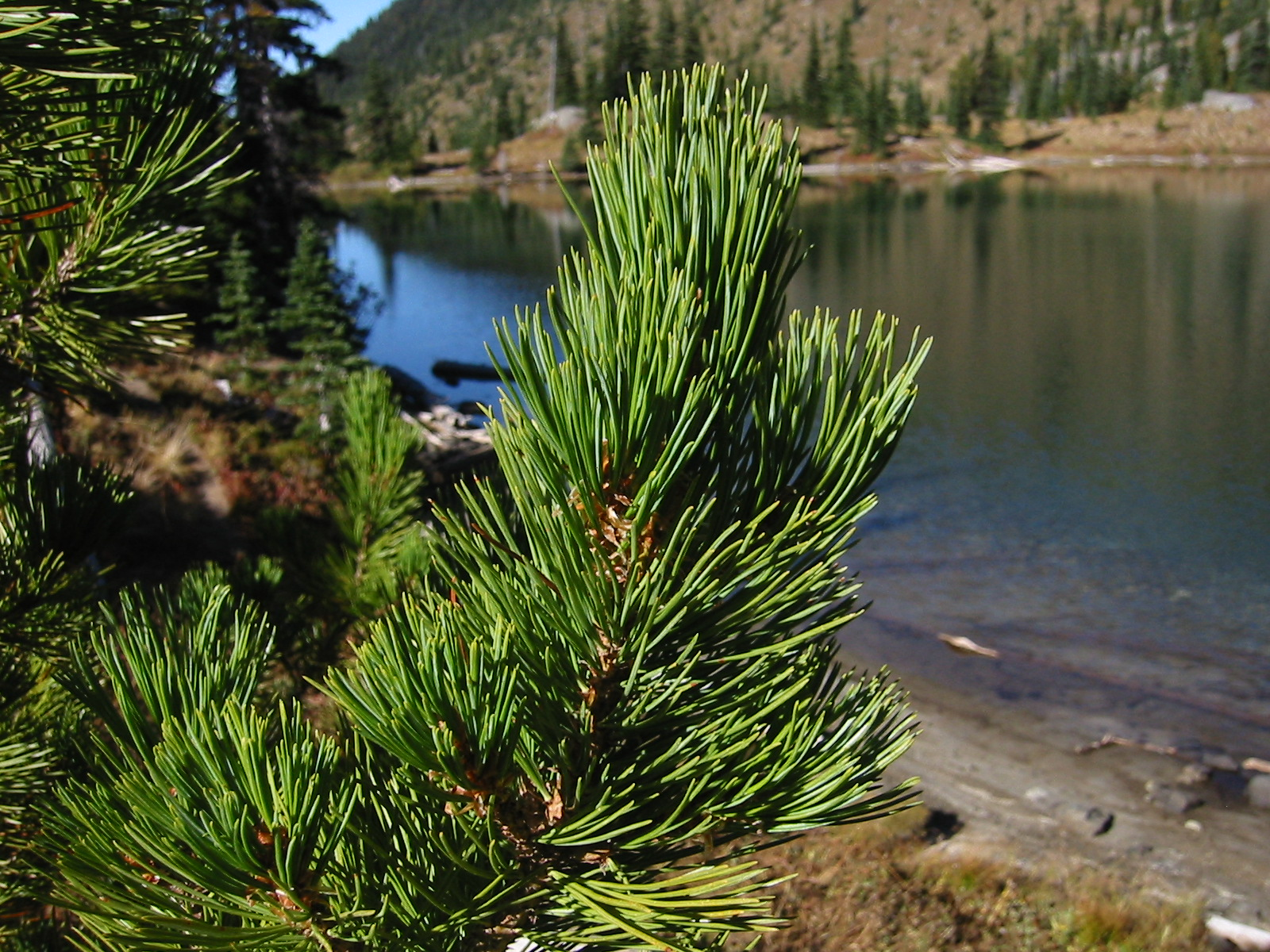
Lá thông vỏ trắng, Vườn quốc gia núi Rainier.

Nhiều cây thông vỏ trắng bị nhiễm nấm gỉ sét thông trắng (Cronartium ribicola). Tại khu vực miền bắc dãy núi Rocky tỷ lệ chết của thông vỏ trắng ở một vài nơi vượt 90%. Cronartium ribicola xuất hiện trên thông vỏ trắng tới giới hạn phía bắc của loài này trong khu vực duyên hải của British Columbia và phần dãy núi Rocky thuộc Canada. Hiện tại người ta vẫn chưa có biện pháp nào đạt hiệu quả trong việc ngăn chặn sự phổ biến của nấm gỉ sét. Tuy nhiên, một lượng nhỏ cây (ít hơn 5%) ở phần lớn các quần thể có sự đề kháng di truyền đối với bệnh nấm này. Có một số cố gắng phục hồi do Cục Lâm nghiệp và Cục Vườn quốc gia Hoa Kỳ tiến hành tại miền bắc dãy núi Rocky. Các cố gắng phục hồi bao gồm việc thu hoạch các nón từ những cây thông vỏ trắng có tiềm năng hay đã biết là đề kháng với nấm gỉ sét để gieo trồng cây giống và trồng chúng tại các nơi thích hợp.
Mối đe dọa của nấm gỉ sét đối với thông vỏ trắng hiện tại còn bị phức tạp thêm do sự bùng nổ trên diện rộng của bọ thông núi cánh cứng (Dendroctonus ponderosae) ở miền tây Hoa Kỳ và Canada. Kể từ năm 2000, khí hậu tại các cao độ lớn đã ấm lên đủ để loài bọ cánh cứng này sinh sản được trong khu vực có thông vỏ trắng, thông thường chúng hoàn thành vòng đời trong một năm và vì thế quần thể bọ cánh cứng này đã gia tăng đột ngột. Sự bùng nổ của bọ cánh cứng đã giết chết hàng loạt thông vỏ trắng (gần 750.000 cây tại Hệ sinh thái Đại Yellowstone). Chúng phá hủy những cố gắng hiện thời và trong tương lai nhằm khôi phục thông vỏ trắng, do chúng làm chết cả những cây có đề kháng đối với nấm gỉ sét.